# Persone di nome Angelo/Calciatori
| Questa pagina contiene informazioni ricavate automaticamente dalle voci biografiche con l'ausilio del template Bio e di un bot. L'aggiornamento è periodico e automatico e ricostruisce completamente la pagina. Se manca una persona in questa lista, sei pregato di non aggiungerla, ma accertati piuttosto che la sua voce biografica contenga il template Bio e che i dati anagrafici siano correttamente compilati. Se il template Bio manca, inseriscilo tu stesso o, in alternativa, metti l'avviso {{tmp\|Bio}} che ne segnala la mancanza. Se i dati riportati sono sbagliati, correggi direttamente la voce biografica; le modifiche saranno visibili in questa lista entro pochi giorni. Per chiarimenti vedi il progetto antroponimi. La lista contiene solo le 130 persone che sono citate nell'enciclopedia e per le quali è stato implementato correttamente il template Bio. Pagina aggiornata al 6 ago 2025. |

Questa è una lista di persone presenti nell'enciclopedia che hanno il nome Angelo e sono calciatori.

## A(5)
- Angelo Accatino, calciatore italiano (Torino, n. 1907 - Torino, † 2001)
- Angelo Albertoni, calciatore italiano (Piacenza, n. 1904 - † 1987)
- Angelo Arcari, calciatore e allenatore di calcio italiano (Casalpusterlengo, n. 1907 - Gallarate, † 1985)
- Angelo Assereto, calciatore italiano
- Angelo Azzimonti, calciatore e allenatore di calcio italiano (Trovo, n. 1909 - Milano, † 1985)

## B(21)
- Angelo Badini, calciatore argentino (Rosario, n. 1894 - Bologna, † 1921)
- Angelo Balbiani, calciatore italiano (Rocca Canavese, n. 1890)
- Angelo Ballini, calciatore italiano
- Angelo Baratti, calciatore italiano (Vigevano, n. 1914)
- Angelo Bedini, calciatore italiano (Pisa, n. 1905 - Rosignano Marittimo, † 1984)
- Angelo Bellavia, calciatore italiano (Asmara, n. 1950 - Agrigento, † 1991)
- Angelo Bellotto, calciatore italiano (Venezia, n. 1922 - Agordo, † 1981)
- Angelo Beltaro, calciatore italiano (Vercelli, n. 1906 - Vercelli, † 1995)
- Angelo Bertuolo, ex calciatore italiano (Castelguglielmo, n. 1935)
- Angelo Besozzi, calciatore e dirigente sportivo italiano (Torino, n. 1891 - Roma, † 1974)
- Angelo Bianchi, calciatore italiano (Roma, n. 1904)
- Angelo Binaschi, calciatore italiano (Cozzo, n. 1889 - Mortara, † 1973)
- Angelo Boccardi, calciatore italiano (Livraga, n. 1928 - Bologna, † 2020)
- Angelo Bocchi, calciatore e allenatore di calcio italiano (Chiari, n. 1909)
- Angelo Bollano, calciatore italiano (Cornigliano, n. 1918 - Genova, † 1978)
- Angelo Bonelli, calciatore italiano (Novara - Novara)
- Angelo Borgogno, calciatore italiano (Genova, n. 1919)
- Angelo Borri, calciatore italiano (Vigevano, n. 1927)
- Angelo Bortolon, ex calciatore italiano (Castelfranco Veneto, n. 1934)
- Angelo Boselli, calciatore italiano (Belluno, n. 1901 - Piacenza, † 1977)
- Angelo Bredo, calciatore italiano (Vercelli, n. 1915 - Vercelli, † 1978)

## C(23)
- Angelo Cadeddu, calciatore italiano (Genova, n. 1903)
- Angelo Caimo, calciatore italiano (San Pietro Mosezzo, n. 1914 - † 1998)
- Angelo Calisti, ex calciatore italiano (San Leo, n. 1948)
- Angelo Canavesi, calciatore italiano (Legnano, n. 1919)
- Angelo Cappello, calciatore beliziano (Corozal Town, n. 2002)
- Angelo Carbone, ex calciatore italiano (Bari, n. 1968)
- Angelo Carella, calciatore e allenatore di calcio italiano (Bari, n. 1949 - Bari, † 2023)
- Angelo Carvalho, calciatore portoghese (n. 1925 - † 2008)
- Angelo Cassano, calciatore italiano
- Angelo Cattaneo, calciatore italiano (Rho, n. 1915 - Siena, † 1990)
- Angelo Cereser, ex calciatore italiano (Eraclea, n. 1944)
- Angelo Cimarosti, calciatore italiano (Genova, n. 1902 - Genova, † 1931)
- Angelo Colla, calciatore italiano (Pavia, n. 1931 - Belgioioso, † 2013)
- Angelo Colombo, calciatore italiano (Gattinara, n. 1935 - Vercelli, † 2014)
- Angelo Colombo, ex calciatore italiano (Mezzago, n. 1942)
- Angelo Colombo, calciatore italiano (Legnano, n. 1899 - † 1940)
- Angelo Conca, ex calciatore italiano (Milano, n. 1959)
- Angelo Consagra, ex calciatore italiano (Licata, n. 1964)
- Angelo Contini, calciatore italiano
- Angelo Corsi, calciatore italiano (Ferentino, n. 1989)
- Angelo Bruno Cortini, calciatore italiano (Forlì, n. 1920)
- Angelo Costanzo, ex calciatore australiano (Adelaide, n. 1976)
- Angelo Cupini, calciatore e allenatore di calcio italiano (Ortonovo, n. 1958 - Udine, † 2017)

## D(7)
- Angelo D'Angelo, ex calciatore italiano (Vallo della Lucania, n. 1985)
- Angelo De Magistris, calciatore italiano (Milano, n. 1886 - Torre Boldone, † 1961)
- Angelo Del Favero, calciatore italiano (Crocetta del Montello, n. 1952 - Brescia, † 2001)
- Angelo Dellacasa, calciatore italiano (Genova, n. 1896 - Genova, † 1973)
- Angelo Di Livio, ex calciatore italiano (Roma, n. 1966)
- Angelo Domenghini, ex calciatore e allenatore di calcio italiano (Lallio, n. 1941)
- Angelo da Costa, ex calciatore brasiliano (São Bernardo do Campo, n. 1983)

## F(7)
- Angelo Fabbri, calciatore italiano (Lodi, n. 1898)
- Angelo Faggiotto, calciatore italiano (Padova, n. 1910)
- Angelo Fenini, calciatore italiano (Milano, n. 1907)
- Angelo Ferrara, calciatore italiano
- Angelo Ferraris, calciatore italiano
- Angelo Frappampina, ex calciatore italiano (Bari, n. 1956)
- Angelo Fulgini, calciatore francese (Abidjan, n. 1996)

## G(5)
- Angelo Galli, calciatore italiano (Novara, n. 1912 - Novara, † 2000)
- Angelo Gandini, calciatore italiano (Milano, n. 1931 - Valdagno, † 1999)
- Angelo Gattermayer, calciatore austriaco (Vienna, n. 2002)
- Angelo Giani, calciatore italiano (Busto Arsizio, n. 1901)
- Angelo Gibertoni, calciatore italiano (Governolo, n. 1912 - Brescia, † 1999)

## H(1)
- Angelo Hugues, ex calciatore francese (Rosendael, n. 1966)

## I(1)
- Angelo Iorio, ex calciatore italiano (Genova, n. 1982)

## L(2)
- Angelo Lodi, ex calciatore italiano (Verona, n. 1947)
- Angelo Longoni, calciatore italiano (Seregno, n. 1910)

## M(12)
- Angelo Pietro Maffezzoli, calciatore italiano (Bergamo, n. 1908 - Cagliari)
- Angelo Maltagliati, calciatore italiano
- Angelo Mammì, calciatore italiano (Reggio Calabria, n. 1943 - Pagani, † 2000)
- Angelo Mariani, calciatore italiano (Seregno, n. 1924)
- Angelo Martha, ex calciatore olandese (Amsterdam, n. 1982)
- Angelo Meraviglia, calciatore italiano (Verdello, n. 1935)
- Angelo Meroni, calciatore italiano (Sesto San Giovanni, n. 1916 - † 2002)
- Angelo Mezzanotte, calciatore italiano (Bergamo, n. 1896)
- Angelo Minoia, calciatore italiano (Milano, n. 1912 - Milano, † 1969)
- Angelo Montenovo, ex calciatore e allenatore di calcio italiano (Spello, n. 1939)
- Angelo Montiglio, calciatore italiano (Casale Monferrato, n. 1907)
- Angelo Morzone, calciatore italiano (Morano sul Po, n. 1913 - † 1990)

## O(3)
- Angelo Ogbonna, calciatore italiano (Cassino, n. 1988)
- Angelo Ogliari, ex calciatore italiano (Trescore Cremasco, n. 1939)
- Angelo Oliviero, calciatore italiano (Valdagno, n. 1919 - Valdagno, † 1978)

## P(12)
- Angelo Paina, calciatore italiano (Senna Lodigiana, n. 1949 - Piazza Brembana, † 2024)
- Angelo Palla, calciatore italiano (Padova, n. 1901 - Torino, † 1965)
- Angelo Palombo, ex calciatore italiano (Ferentino, n. 1981)
- Angelo Paradiso, ex calciatore italiano (Roma, n. 1977)
- Angelo Parodi, calciatore italiano (Gaeta, n. 1900 - Napoli, † 1981)
- Angelo Pasolini, calciatore italiano (Orzinuovi, n. 1905 - Brescia, † 1959)
- Angelo Pedrazzini, calciatore italiano (Milano, n. 1905)
- Angelo Peruzzi, ex calciatore italiano (Blera, n. 1970)
- Angelo Pilati, calciatore italiano (Bologna, n. 1909 - Bologna, † 1930)
- Angelo Pirovano, calciatore italiano (Missaglia, n. 1922)
- Angelo Pomponi, calciatore italiano (Roma, n. 1912 - Roma, † 1982)
- Angelo Preciado, calciatore ecuadoriano (Shushufindi, n. 1998)

## Q(1)
- Angelo Quintavalle, calciatore italiano (Padova, n. 1947 - † 2003)

## R(8)
- Angelo Raso, ex calciatore italiano (Lurate Caccivio, n. 1981)
- Angelo Recchi, ex calciatore italiano (Sassoferrato, n. 1951)
- Angelo Rimbano, calciatore italiano (Contarina, n. 1949 - Bologna, † 2022)
- Angelo Rimoldi, ex calciatore italiano (Malnate, n. 1934)
- Angelo Rossetti, calciatore italiano (Fabbrico, n. 1920 - Civitavecchia, † 2005)
- Angelo Rotondi, calciatore italiano (Legnano, n. 1907 - Legnano, † 1998)
- Angelo Ruffinoni, calciatore italiano (Milano, n. 1931 - Merate, † 2010)
- Angelo Ruggeri, calciatore italiano (Grontardo, n. 1935 - Bellinzona, † 2019)

## S(12)
- Angelo Sansoni, calciatore italiano (Nepi, n. 1894 - Roma, † 1982)
- Angelo Scapin, calciatore italiano (Trieste, n. 1914 - Modena, † 1999)
- Angelo Schiavetta, calciatore italiano (Casale Monferrato, n. 1915 - Casale Monferrato, † 2010)
- Angelo Schiavio, calciatore e allenatore di calcio italiano (Bologna, n. 1905 - Bologna, † 1990)
- Angelo Simontacchi, calciatore italiano (Lonate Pozzolo, n. 1914)
- Angelo Solazzo, calciatore italiano (Pola, n. 1921 - Trieste, † 2001)
- Angelo Solbiati, calciatore italiano (Legnano, n. 1915)
- Angelo Sormani, ex calciatore e allenatore di calcio brasiliano (Jaú, n. 1939)
- Angelo Spanio, calciatore italiano (Venezia, n. 1939 - Parma, † 1999)
- Angelo Stiller, calciatore tedesco (Monaco di Baviera, n. 2001)
- Angelo Strata, calciatore italiano (Genova, n. 1910)
- Angelo Stucchi, ex calciatore italiano (Civate, n. 1934)

## T(5)
- Angelo Tafas, calciatore albanese (Atene, n. 2000)
- Angelo Tchen, calciatore francese (Papeete, n. 1982)
- Angelo Torriglia, calciatore italiano (Tortona, n. 1926 - Tortona, † 2001)
- Angelo Trentin, calciatore italiano (Venezia, n. 1925 - Venezia, † 2013)
- Angelo Turconi, calciatore e allenatore di calcio italiano (Solbiate Olona, n. 1923 - Busto Arsizio, † 2011)

## U(1)
- Angelo Uboldi, calciatore italiano (Novate Milanese, n. 1923 - Novate Milanese, † 2006)

## V(3)
- Angelo Venturelli, ex calciatore italiano (Faenza, n. 1958)
- Angelo Villa, ex calciatore italiano (Sesto San Giovanni, n. 1929)
- Angelo Volpato, calciatore e allenatore di calcio italiano (Azzano San Paolo, n. 1943 - † 2019)

## Z(1)
- Angelo Zimmerman, ex calciatore olandese (Willemstad, n. 1984)